# Headless браузер
Headless браузер — це веббраузер без графічного інтерфейсу користувача.
Headless браузери забезпечують автоматичний контроль вебсторінки в середовищі, подібному до популярних вебпереглядачів, але виконуються через інтерфейс командного рядка. Вони особливо корисні для тестування вебзастосунків, оскільки вони можуть виконувати і розуміти HTML так само, як і браузер, включно з CSS, JavaScript і AJAX, які, зазвичай, недоступні при використанні інших методів тестування.